# Dease Lake (British Columbia)
Dease Lake ist eine kleine Ansiedlung (Designated Place) im Nordwesten der kanadischen Provinz British Columbia am, nördlich der Ansiedlung gelegenen, gleichnamigen See. Die Ansiedlung liegt am Highway 37 im Regionaldistrikt Stikine Region. Da im gesamten Regionaldistrikt keine Gemeinde registriert ist, bildet die Ansiedlung den Bevölkerungsschwerpunkt des Distrikts.

## Geschichte
1834 kam John McLeod von Fort Halkett über den Liard River und entdeckte den Dease Lake. 1838 errichtete der Pelzhändler Robert Campbell, ein Angestellter der Hudson’s Bay Company, den Handelsposten Lake House am Ufer des Dease Lake. Der See wurde 1834 nach dem Chief Factor Peter Warren Dease (1788–1863) benannt. Die Handelsstation spielte eine wichtige Rolle im lokalen Pelzhandel, doch musste sich Campbell mit seiner Gruppe zunächst zurückziehen. 1839 einigten sich die Briten mit den russischen Händlern auf ein Abkommen, das der Hudson’s Bay Company die Region öffnete.
Die Tlingit zwangen die Briten jedoch, ihren Handel auf die Küste zu beschränken und handelten selbst mit den Tahltan, mit denen sie intensive Kontakte pflegten. 1847 bis 1849 traf die Tahltan, deren Zahl auf 1.000 bis 1.500 geschätzt wurde, jedoch eine Pockenepidemie, die wohl nur 300 bis 325 von ihnen überlebten.

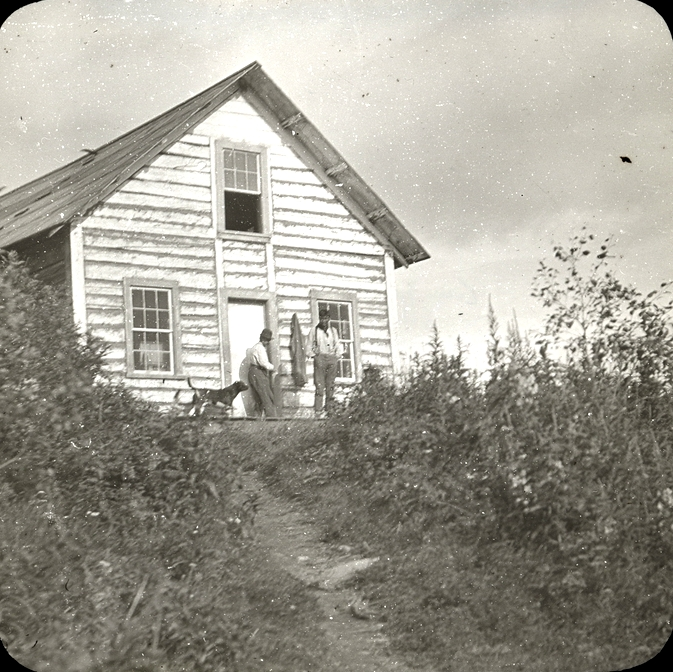
Handelsposten am See, kurz nach 1900

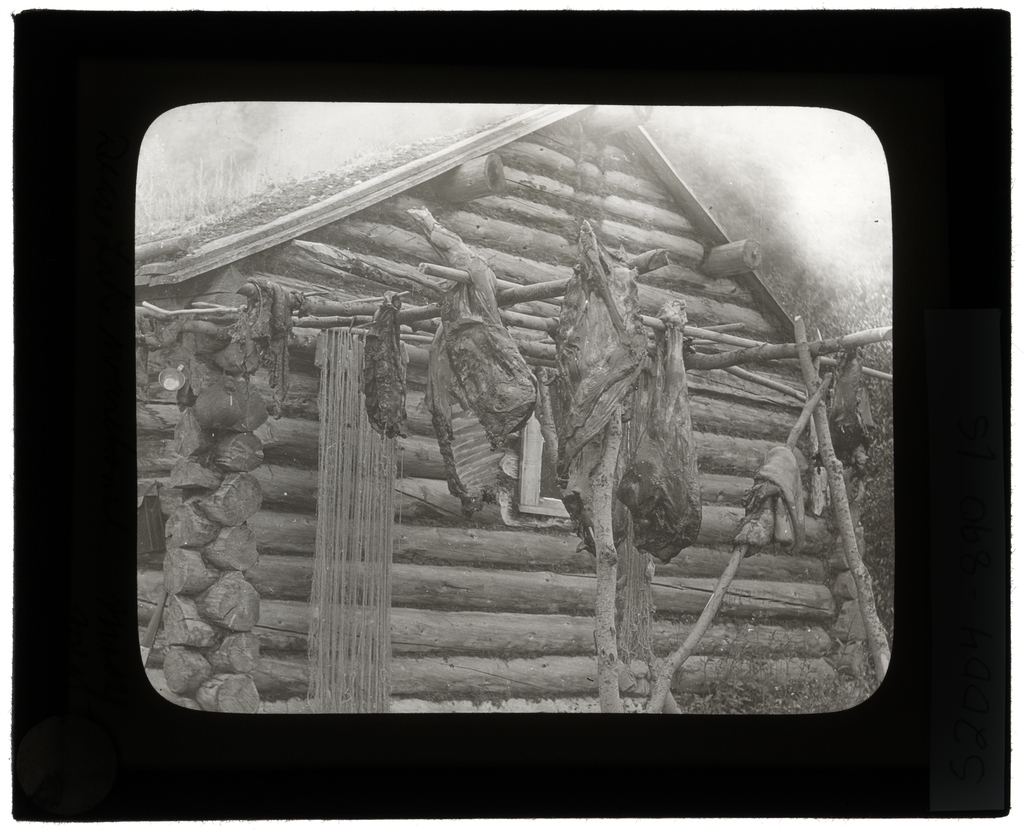
Zur gleichen Zeit aufgenommenes Foto vom Elchfleischtrocknen

1861 lösten Goldfunde am Stikine den Goldrausch von Cassiar aus. Captain William Moore brachte im nächsten Jahr die Goldsucher von Wrangell ins Hinterland. Obwohl die meisten bereits im Herbst wieder abzogen, übernahm Gouverneur James Douglas eilig die Kontrolle über die neu eingerichtete Stikine-Region.
1873 kam es zu neuen Goldfunden am Thibert Creek, unweit des Dease Lake. Die Goldgräber landeten in Glenora und gingen über Land zum Dease-See. Captain Moore erhielt die Erlaubnis, entlang des alten Handelspfades einen Weg zu bauen. Die Tahltan litten unter neuen Krankheiten, wie Masern, ihre Zahl ging weiter zurück, und schließlich beschlossen sie, an einem Ort zu wohnen, nicht mehr klanweise getrennt. Das Handelsmonopol der Tlingit brach damit zusammen.
Mit dem Klondike-Goldrausch kamen Tausende von Goldsuchern. Allein im Winter 1897 auf 1898 kampierten 3.000 bis 3.500 von ihnen in Glenora. Telegraph Creek, das die Schifffahrt auf dem Stikine mit dem Norden verband, wurde 1897 mit Atlin verbunden. Das Dampfboot Lady of the Lake verkehrte auf dem Dease-See.

## Demographie
Der Zensus im Jahr 2021 ergab für die Ansiedlung eine Bevölkerungszahl von 229 Einwohnern. Die Bevölkerung der Ansiedlung hat dabei im Vergleich zum Zensus von 2016 von 335 Einwohnern um 31,6 % abgenommen, während die Bevölkerung in der Provinz British Columbia gleichzeitig um 7,6 % anwuchs.
5 Menschen leben im Indianerreservat Dease Lake 9 am nördlich des Ortes gelegenen gleichnamigen See.

## Verkehr
1931 schlug die Straßenbaukommission den Bau des Pacific Yukon Highways vor, der Washington und Alaska miteinander verbinden sollte, und für den 1939 eine Asphaltdecke vorgesehen war. Die Hauptverkehrsader ist heute der Highway 37, der aber auch dem Schiffsverkehr auf dem Stikine 1972 ein Ende setzte.
Ab 1969 begann der Bau einer Eisenbahnstrecke von Odell bzw. Fort St. James durch die Pacific Great Eastern Railway (später British Columbia Railway). 1976 wurde auf Grund der hohen Kosten der Weiterbau der fast fertiggestellten Strecke aufgegeben.
Die einzige Fluggesellschaft, die den südwestlich des Ortes gelegenen Flughafen Dease Lake anfliegt, ist Northern Thunderbird Air. Sie verbindet den Ort mit Smithers.